# Doces Venenos
"Doces Venenos - Conversas e desconversas sobre Drogas" é um livro escrito pela psicóloga e bióloga Lidia Rosenberg Aratangy, e teve sua primeira edição publicada em 1991, pela editora Olho Dágua. Atualmente o livro já pode ser encontrado em sua 17ª edição, sua versão mais recente.
O livro Doces Venenos não  é um livro comum, pois dentro dele estão escritas várias histórias que relatam em todas o uso de drogas e como elas podem fazer mal, sendo essas histórias verídicas ou baseadas em fatos reais. O livro não trata somente com drogas ilícitas, mas também com as drogas lícitas, como remédios e bebidas. A autora faz no livro uma espécie de diálogo com o leitor e o aborda com inteligência e sensibilidade, colocando as drogas no dia-a-dia de seus personagens, para poder exemplificar o mau que elas podem fazer. O livro é dividido em quatro partes, com vinte e três capítulos, ou seja, vinte e três histórias diferentes.

## Temas Abordados
O livro traz uma ampla lista de questionamentos, principalmente de jovens e aos jovens, sobre o "mundo das drogas". Ele explica como as drogas agem no corpo humano, como é possível evitá-las, entre outros. Faz comparações entre drogas e contos de fadas e mostra a relação entre mãe (narradora) e filha (ouvinte) em relação as drogas.